# سمكة الصافي
سمكة الصافي أو السيجان أو البطاطا (الاسم العلمي: Siganus rivulatus) هي سمكة تكثر في الخليج العربي وهي من أكثر السمكات التي تؤكل عند أهل الخليج.
- الصافي الاسم المحلي والمعروف لدى أهل الخليج العربي سمك الصافي وهو من أكثر الأسماك شيوعا لدى الناس.
- أماكن التواجد : تفضل سمكة الصافي العيش عند الصخور.
- موسم التكاثر لهذه السمكة هو : تتكاثر في شهر إبريل.
- الصافي من عائلة (سيجانيدي) أقصى الطول الكلي لها : 30 سم.
- تتغذى على النباتات البحرية والأعشاب وأنواع مختلفة من الطحالب البحرية.
- لها شوكة حادة متجهة إلى الأمام تقع أمام الزعنفة الظهرية.
- تصاد بواسطة القراقير والسنارة والدفار.
- عند الصيد بالصنارة احذر من شوكها فهي مؤلمة.